# Diopsis munroi
Diopsis munroi är en tvåvingeart som beskrevs av Charles Howard Curran 1929. Diopsis munroi ingår i släktet Diopsis och familjen Diopsidae. Inga underarter finns listade i Catalogue of Life.